# Arrone
Arrone is een gemeente in de Italiaanse provincie Terni (regio Umbrië) en telt 2744 inwoners (31-12-2004). De oppervlakte bedraagt 41,0 km², de bevolkingsdichtheid is 67 inwoners per km².
De volgende frazioni maken deel uit van de gemeente: Bonacquisto, Casteldilago, Colleluccio, Colle S. Angelo, Palombare, Rosciano, Tripozzo, Valleludra, Vallecupa, Castiglioni.

## Demografie
Arrone telt ongeveer 1072 huishoudens. Het aantal inwoners daalde in de periode 1991-2001 met 1,9% volgens cijfers uit de tienjaarlijkse volkstellingen van ISTAT.
| Jaar | Inwoneraantal |
| ---- | ------------- |
| 1991 | 2748          |
| 2001 | 2696          |

## Geografie
De gemeente ligt op ongeveer 239 m boven zeeniveau.
Arrone grenst aan de volgende gemeenten: Ferentillo, Labro (RI), Montefranco, Morro Reatino (RI), Polino, Terni.
Acquasparta · Allerona · Alviano · Amelia · Arrone · Attigliano · Avigliano Umbro · Baschi · Calvi dell'Umbria · Castel Giorgio · Castel Viscardo · Fabro · Ferentillo · Ficulle · Giove · Guardea · Lugnano in Teverina · Montecastrilli · Montecchio · Montefranco · Montegabbione · Monteleone d'Orvieto · Narni · Orvieto · Otricoli · Parrano · Penna in Teverina · Polino · Porano · San Gemini · San Venanzo · Stroncone · Terni
1. ↑  https://demo.istat.it/?l=it.